# Idrizovo
Idrizovo (mazedonisch Идризово, albanisch Idrizovë oder auch Idrizova) ist ein Dorf in der Gemeinde Gazi Baba im Großraum der nordmazedonischen Hauptstadt Skopje.
Bekannt ist das Dorf für das durch die Kommunistische Partei Jugoslawiens (KPJ) errichteten Umerziehungslagers für politische Gefangene. In Folge des Bruchs des Tito-Regimes mit der Sowjetunion wurden als „Stalinisten“ bezeichnete Anhänger, ehemalige IMRO Mitgleiter und probulgarische Kräfte hier interniert. Das heute noch bestehende Gefängnis ist die größte Justizvollzugsanstalt des Landes und unter Kolonija Idrizovo bekannt.

## Bevölkerung
Nach der Volkszählung von 2002 lebten in Idrizovo 1.589 und in dem Stadtteil Kolonja Idrizovo 451 Einwohner. Die ethnische Struktur stellt sich wie folgend dar:
| Ethnizität | Idrizovo | Kolonja Idrizovo |
| ---------- | -------- | ---------------- |
| Mazedonier | 686      | 401              |
| Albaner    | 774      | 35               |
| Türken     | 19       | 4                |
| Roma       | 2        | 2                |
| Walachen   | 0        | 0                |
| Serben     | 8        | 8                |
| Bosniaken  | 28       | 0                |
| weitere    | 72       | 1                |